# Adam Belcikowski
Pour les articles homonymes, voir Bełcikowski.
Adam Bełcikowski est un historien de la littérature, dramaturge et poète polonais né le 24 décembre 1839 et mort le 13 janvier 1909, à Cracovie. La famille Bełcikowski est une famille de Cracovie dont certains membres furent homme politique, cartographe, médecin. Jan Bełcikowski et Włodzimierz Bełcikowski furent eux aussi écrivains.   

## Études
Il poursuit ses études à la faculté de l'école Sainte-Barbe, puis au collège Sainte-Anne. En 1859, il s'inscrit à l'université Jagellonne de Cracovie, à la faculté de philosophie. Il obtient son doctorat de philosophie en 1863.

## Carrière
En 1866, il est nommé assistant en histoire de la littérature polonaise à Varsovie. Il n'enseignera qu'un cours du professeur Aleksander Tyszyński. En 1868, il quitte Varsovie pour retourner à Cracovie. En 1869, il devient professeur assistant dans un collège de Lwów. En 1870, il est nommé professeur d'histoire de la littérature polonaise à l'université Jagellonne, aux côtés de Stanisław Tarnowski. En 1876, il devient "skryptor" de la bibliothèque de l'université Jagellonne, un titre qu'il gardera jusqu'à sa mort.  Sa production littéraire possède deux aspects : recherche et création. Il a écrit romans et nouvelles, mais aussi des drames et des comédies. Il publie dans une édition collective, une série de travaux de critique et d'histoire, Ze stuyów nad literarurą polską, cela fait exactement 25 ans qu'il se consacre à l'écriture. Adam Bełcikowski repose au cimetière Rakowicki de Cracovie. 

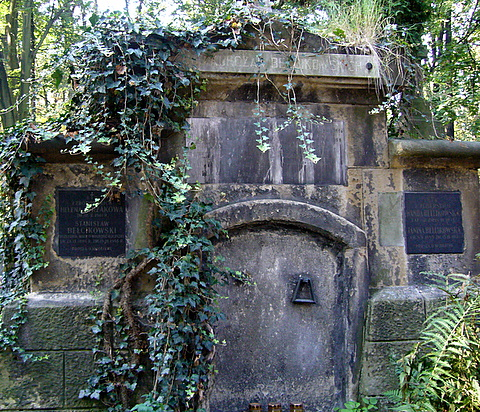
Tombeau de la famille Belcikowski au cimetière Rakowicki de Cracovie

## Sources
Traduction partielle d'une archive du site http://zs.thulb.uni-jena.de